# Нермуша (Вельский район)
Нермуша — опустевшая деревня в Вельском районе Архангельской области. Входит в состав Муниципального образования «Усть-Шоношское».

## География
Деревня расположена в южной части Архангельской области, в таёжной зоне, в пределах северной части Русской равнины, в 59 километрах на северо-запад от города Вельска, на левом берегу реки Шоноша притока Вели. Ближайшие населённые пункты: на юге нежилая деревня Каменская.
Часовой пояс
Нермуша, как и вся Архангельская область, находится в часовой зоне МСК (московское время). Смещение применяемого времени относительно UTC составляет +3:00.

## Население
| 2002 | 2010 | 2012 | 2014 |
| ---- | ---- | ---- | ---- |
| 0    | →0   | →0   | →0   |

## История
Указана в «Списке населённых мест по сведениям 1859 года» в составе Вельского уезда(1-го стана) Вологодской губернии под номером «2268» как «Нермуша». Насчитывала 9 дворов, 35 жителей мужского пола и 51 женского.
В материалах оценочно-статистического исследования земель Вельского уезда упомянуто, что в 1900 году в административном отношении деревня входила в состав Шабановского сельского общества Есютинской волости. На момент переписи в селении Нермуша находилось 17 хозяйств, в которых проживало 47 жителей мужского пола и 56 женского.